# Teorema di Kirchhoff
In teoria dei grafi, il teorema di Kirchhoff è un teorema sul numero di alberi ricoprenti in un grafo. Esso prende il nome da Gustav Kirchhoff, ed è una generalizzazione della formula di Cayley che fornisce il numero di alberi ricoprenti in un grafo completo.

## Teorema di Kirchhoff
Dato un grafo connesso G con n vertici, siano {\displaystyle \lambda _{1},\lambda _{2},...,\lambda _{n-1}} gli autovalori non nulli della matrice laplaciana di G.
La matrice laplaciana di G è definita come
L: = D − A
con D  matrice dei gradi  di G e A  matrice di adiacenza di G.
Il numero di archi incidenti in un vertice n ∈ G prende nome grado di n. La matrice dei gradi è una matrice diagonale {\displaystyle n\times n} {\displaystyle [a_{ij}]}, dove {\displaystyle a_{ii}} è il grado del vertice i.
| grafo | matrice dei gradi |
| ----- | --- |
|       | {\displaystyle {\begin{pmatrix}4&0&0&0&0&0\\0&3&0&0&0&0\\0&0&2&0&0&0\\0&0&0&3&0&0\\0&0&0&0&3&0\\0&0&0&0&0&1\\\end{pmatrix}}} |

La matrice di adiacenza è una  matrice {\displaystyle n\times n} {\displaystyle [a_{ij}]}, dove {\displaystyle a_{ij}} è il numero di archi che uniscono il vertice  {\displaystyle i} e il vertice {\displaystyle j}
| grafo | matrice di adiacenza |
| ----- | --- |
|       | {\displaystyle {\begin{pmatrix}2&1&0&0&1&0\\1&0&1&0&1&0\\0&1&0&1&0&0\\0&0&1&0&1&1\\1&1&0&1&0&0\\0&0&0&1&0&0\\\end{pmatrix}}} |

Allora il numero di alberi ricoprenti di G è
{\displaystyle G={\frac {1}{n}}\lambda _{1}\lambda _{2}\cdots \lambda _{n-1}\,.}
In altri termini, il numero di alberi ricoprenti è uguale a qualsiasi cofattore della matrice laplaciana di G.